# Gouldamadine
De gouldamadine (Chloebia gouldiae) is een zeer kleurrijke vogel uit de familie van de prachtvinken (Estrildidae) die in het wild voorkomt in Australië. De vogel is door de in zijn tijd eminente Britse ornitholoog en samensteller van geïllustreerde natuurboeken John Gould vernoemd naar zijn overleden echtgenote (en daarmee indirect naar zichzelf). De vogelsoort wordt ook gehouden in volières en onder liefhebbers wel aangeduid als Gouldamadine.

## Uiterlijke kenmerken
De kop en de wangen zijn scharlakenrood (bij de zwart- of oranjekop uiteraard zwart of oranje). Om de kop een smalle turquoisekleurige band. Borst paars, onderborst goudgeel op de buik lichter wordend tot wit onder de stuit. De rug en vleugels zijn grasgroen. De stuit is lichtblauw, de staart is zwart en de twee middelste veren zijn iets langer.
Het vrouwtje heeft de kleuren rood en oranjegeel iets minder fel en de borst is meer lila dan paars.
Zijn totale lengte, van kop tot puntje van de staart, is 11 à 15 centimeter.
Er zijn drie kweekvormen: de roodkop-gouldamadine, de zwartkop-gouldamadine en de oranjekop-gouldamadine. Er zijn enkele andere kleurvarianten (mutaties) bekend, zoals lilaborst (paars is lila en de gele buik is lichter van kleur), de witborst (100% reductie van het Phaeomaline, het paars is wit geworden), pastel varianten (bij gouldamadines zijn 2 pastelmutaties mogelijk, te weten enkelfactorig (de gehele vogel wordt lichter van kleur) en dubbelfactorig (de vogel wordt haast geel). Er bestaan ook blauwe mutaties, welke ook weer gecombineerd kunnen worden met de pastel mutaties, wat leidt tot lichtblauwe, grijze en zelfs witte gouldamadines. Tevens heeft de laatste jaren de mutatie cinnamon ingetreden (zwart wordt dan bruin). Ook zijn er SL lutino mutanten (albino achtig).

## Verspreiding en leefgebied
De gouldamadine komt in het wild voor in het noorden van Australië op savannes, stenige heuvels en dichte graslanden. In het uiterste noorden van Queensland is de vogel zeer zeldzaam, iets algemener is de soort in het Noordelijk Territorium en West-Australië. Een voorzichtige schatting uit 2004 kwam op 2500 broedparen aan het begin van het broedseizoen. Latere, meer optimistische schattingen houden het op 10.000 volwassen vogels.

## Status
In het leefgebied vinden veranderingen plaats omdat het gebied geschikt wordt gemaakt voor meer intensieve begrazing, waardoor bepaalde grassoorten waar de amadines van afhankelijk zijn, niet meer in het zaad schieten. Het tempo waarin deze veranderingen plaatsvinden neemt af. In 2008 stond de vogel als "bedreigd" op de internationale rode lijst, maar sinds 2012 is dit veranderd in "gevoelig".

## Volièrevogel
De vogel wordt wel gehouden als volièrevogel, zij het dat dat niet eenvoudig is. De vogels acclimatiseren namelijk moeilijk in gematigde streken: ze vereisen doorgaans temperaturen tussen 15 en 25 °C en kunnen niet zonder extra maatregelen in de winter buiten verblijven. Ook kunnen er niet veel vogels in een ruimte worden gehouden. Omdat de gouldamadine de reputatie heeft een slechte broeder te zijn (maar dit is absoluut niet waar), worden er wel eens broedmachines of andere soorten als "gastouders" gebruikt. Anderen verwerpen deze kunstmatigheid, waaronder de speciaalclub SNGN (Speciaalclub Natuurbroed Gouldamadines Nederland).

## Galerij

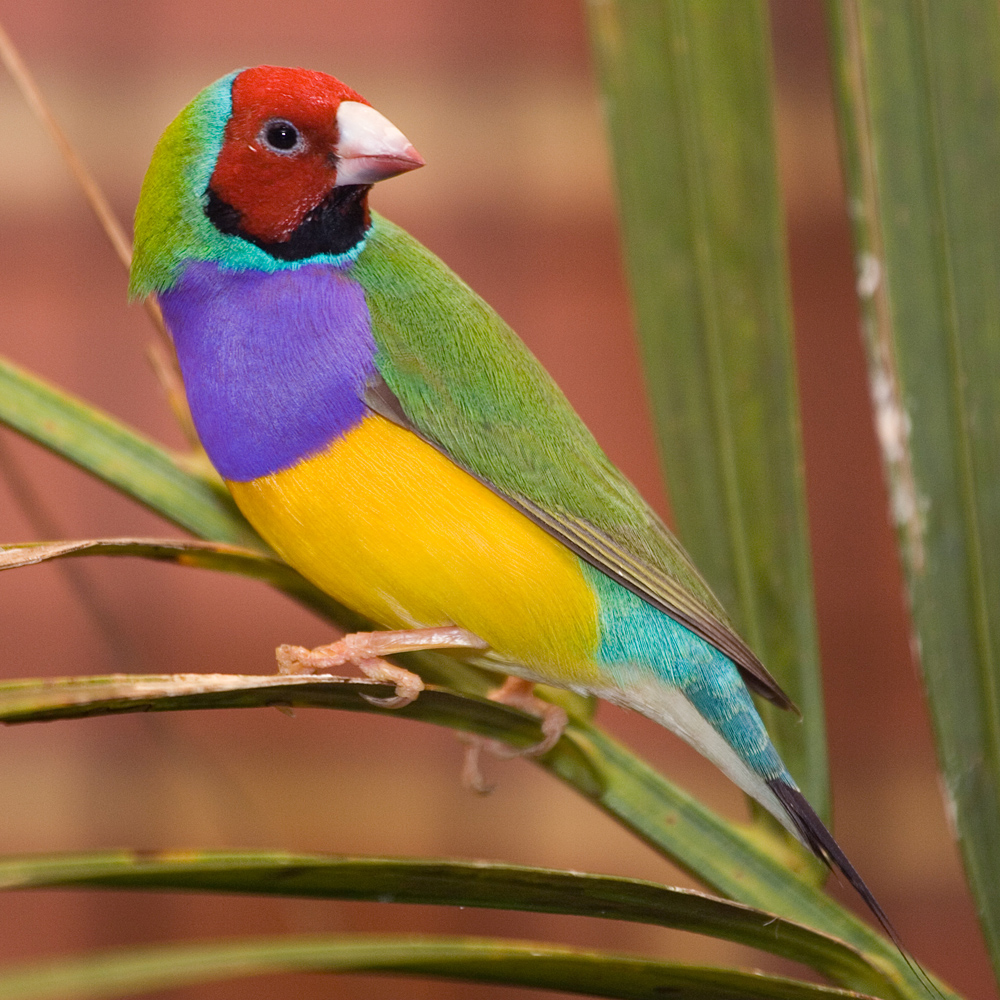
Een mannetjes roodkopgouldamadine.
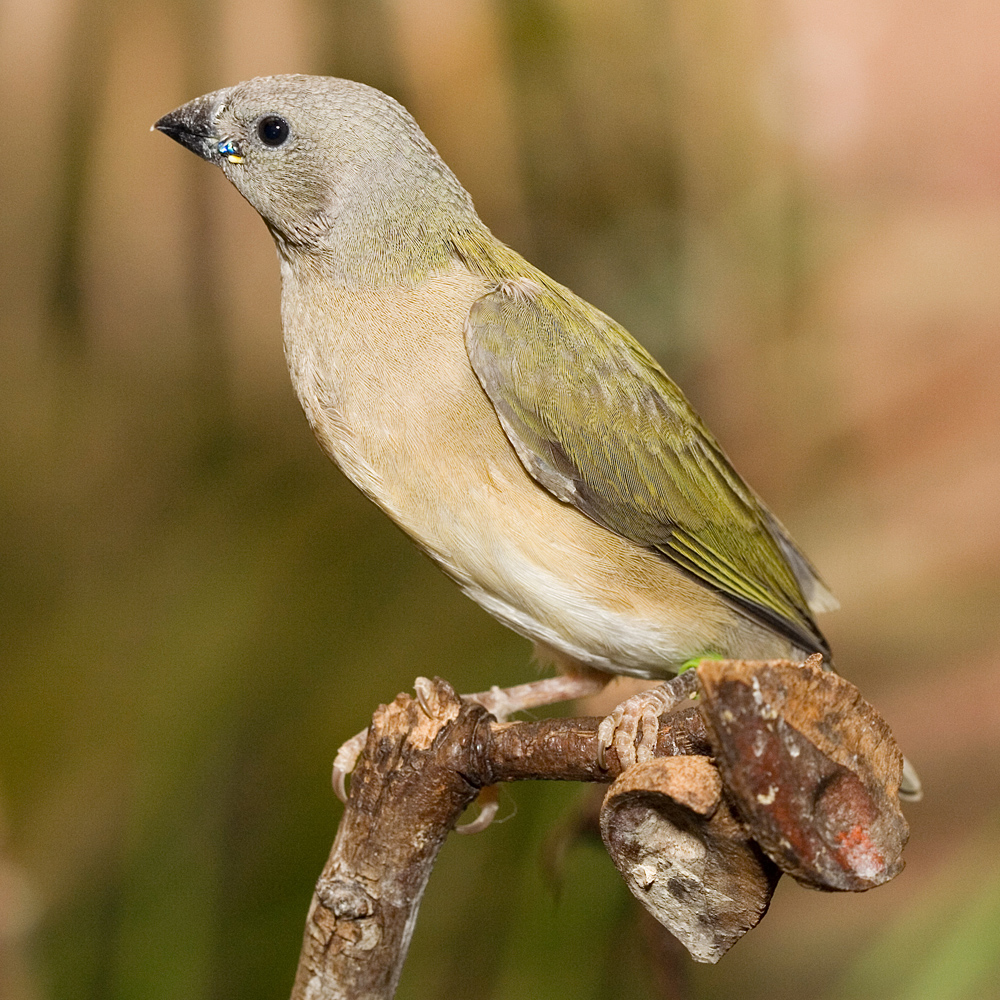
Een jonge gouldamadine (eerste dag uit het nest).
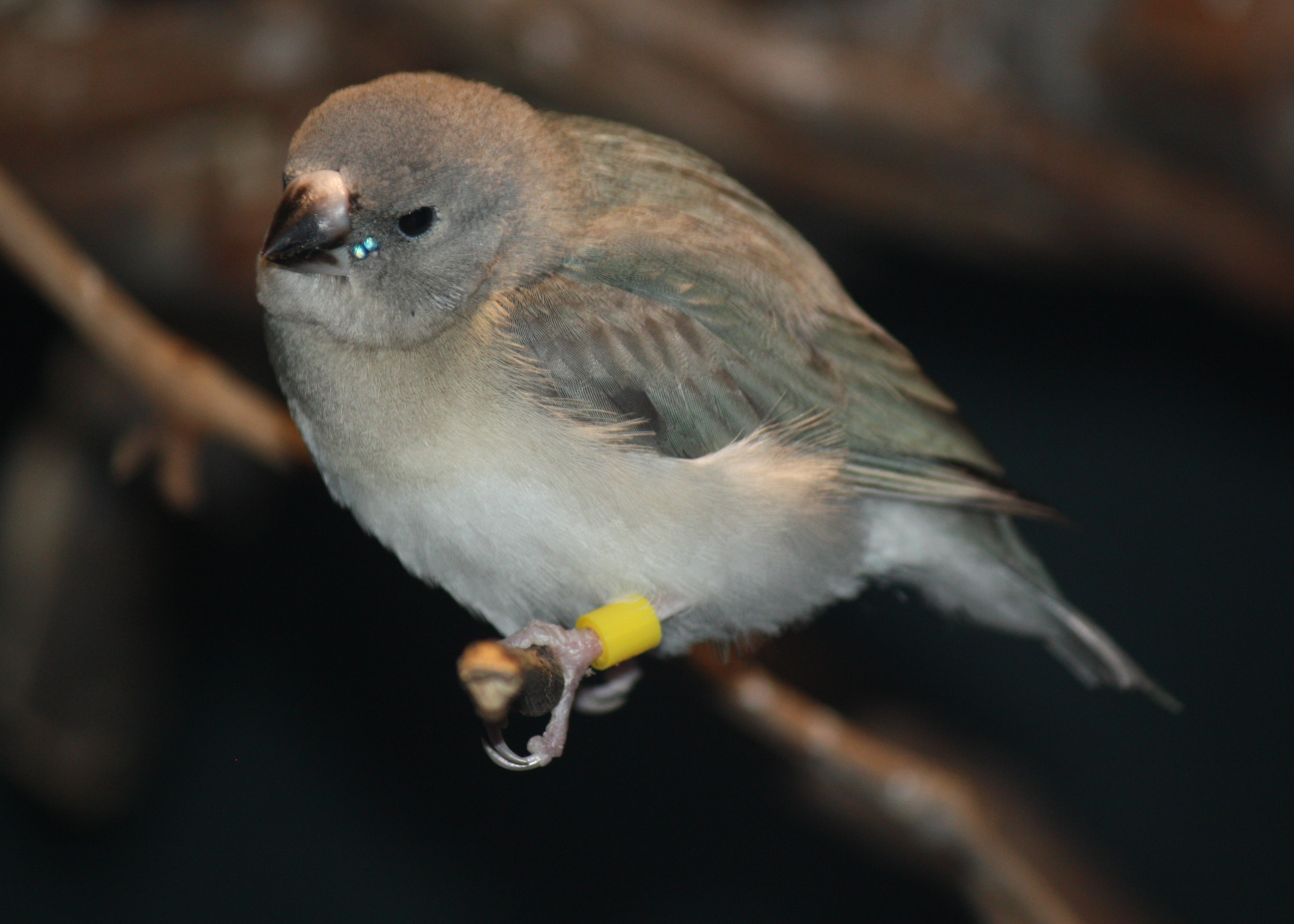
Een gouldamadine in de Cincinnati Zoo - let op de fluorescerende "vleugeltjes" aan de zijkant van de snavel.